# Accalathura gigas
Accalathura gigas är en kräftdjursart som först beskrevs av Thomas Whitelegge 1901.  Accalathura gigas ingår i släktet Accalathura och familjen Leptanthuridae.
Artens utbredningsområde är Seychellerna. Inga underarter finns listade i Catalogue of Life.